# Лестандер, Ове
Ове Лестандер (швед. Ove Lestander, род. 23 июля 1941, Швеция) — шведский лыжник, призёр чемпионата мира.

## Карьера
На чемпионате мира 1970 года в Высоких Татрах в команде вместе с Яном Хальварссоном, Ингваром Сандстрёмом и Ларсом-Йёраном Ослундом завоевал бронзовую медаль в эстафетной гонке.
В Олимпийских играх никогда не участвовал, и других значимых достижений в карьере не имеет.